# Cuchulainn
Cuchulainn - ratnik nadljudske snage - jedan je od velikih irskih junaka. Otac mu je, bez sumnje, sam bog Lug. Njegova sudbina pokazuje kako je Keltima čast važnija od života.

## Neobičan nadimak
Pravo Cuchulainnovo ime je Setanta. Jednoga dana, dok je još bio dijete, golim je rukama zadavio golema psa kovača Culanna, koji mu je zaprijetio da će ga ubiti, i time pokazao svoju nadnaravnu snagu. Culann se strašno razbjesnio što je ostao bez svog psa čuvara. Setanta predloži da mu on bude čuvar dok ne uzgoji novog psa. Kovač odbije njegovu ponudu, no Setantu su otada zvali Cuchulainn, "Culannov pas".

## Ratnička slava
Cuchulainn je imao svega sedam godina kad je njegova sudbina već bila odlučena. Slučajno je, naime, čuo proročanstvo jednog druida: "Ratnici koji će se danas boriti steći će slavu, ali će umrijeti mladi." Cuchulainn nije ni trenutka oklijevao. Nabavio je oružje i sam zaustavio cijelu jednu vojsku.

## Hrabrost, ludost i čarolija
Cuchulainn ode na drugi svijet i kod jedne princeze-ratnice nauči vještinu ratovanja. Njegov je čarobni mač zadavao smrtne rane, a bojna kola mogla su postati nevidljiva. Ponekad ga čak zna uhvatiti pravo ratničko ludilo. Jao onima koji mu se tada nađu na putu, bilo da su mu prijatelji ili neprijatelji! Jednoga dana, kada je ranjen tijekom bitke, ukaže mu se božica rata u liku vrane i navijesti kako mu se približava smrtna ura. No, Cuchulainn se priveže za golemi kamen kako bi do zadnjega daha uspravno stajao pred svojim neprijateljima.